# 忠實者
《忠實者》（英語：True Blue）是美國女歌手瑪丹娜第3張錄音室專輯，1986年6月30日由華納兄弟唱片公司旗下子公司Sire Records發行。專輯收錄9首歌曲，其中締造了3首全美冠軍單曲〈爸爸別說教〉、〈以生見證〉和〈敞開心房〉。《忠實者》在告示牌歐洲專輯榜（European Top 100 Albums）蟬連榜首34週之久，這紀錄隨著該榜在2010年底被關閉已成為歷史印記。並且在包含英美等28個國家登上榜首，《忠實者》獲得全球性的成功，讓瑪丹娜晉身為全球樂壇呼風喚雨的超級巨星，金氏世界紀錄更以「前所未見」來形容這張專輯受歡迎的程度。
2001年7月，華納唱片重新發行《忠實者》加值版，增加收錄〈忠實者〉和〈美麗的島嶼〉兩首歌曲的混音版本。

## 專輯 & 單曲

### 專輯介紹
《忠實者》由瑪丹娜、Stephen Bray和Patrick Leonard共同編寫歌曲和參與製作過程，其中反映出瑪丹娜對愛情、工作、夢想和失落的看法，被視為她最女性化的代表作之一，創作的靈感是來自於她剛新婚的夫婿西恩·潘，兩人於1985年8月完成世紀婚禮。瑪丹娜於1985年12月開始《忠實者》的錄製工作，直至隔年的4月份完成，沉浸於新婚喜悅心情的她，以這張專輯來表示她對於西恩·潘的謝意。《忠實者》的音樂風格上，有別於瑪丹娜以往的曲風，增添了幾分更成熟穩重的味道，它們滲入了古典音樂，瑪丹娜藉此吸引那些質疑她音樂能力的成人聽眾群。
《忠實者》專輯中的音樂是由吉他、鼓、合成器及古巴樂器等為主，而歌曲的主題是以宣揚愛情、自由等觀念為出發點，瑪丹娜首次在專輯中加入了關懷社會議題的元素，譬如在〈爸爸別說教〉中，她就站在未婚媽媽的立場，大肆宣揚未成年懷孕這個在當時仍屬禁忌的話題。《忠實者》發行之後，除受到歌迷們瘋狂的擁戴之外，更難得的是各方樂評對這張專輯的正面評價多過於負面評價，雖然也有不少刁鑽的樂評認為這張專輯中的歌曲，仍是不脫泡泡糖音樂的範疇，但他們也無法否認這張專輯是1980年代後期的美國樂壇上，最具經典的流行音樂濫觴之一。此外，對於瑪丹娜個人的部分，樂評亦指她的唱腔比以前更為成熟、聲線更明顯，並認同了她不但是個歌手，還是個創作人。
《忠實者》專輯的封面由當代攝影大師赫伯·瑞茨（Herb Ritts）操刀，他是位時尚攝影師兼導演，除了與各大時尚雜誌合作之外，也為許多大牌影星掌鏡過，例如伊莉莎白·泰勒。專輯封面最後選定是瑪丹娜仰頭側拍照，這是由華納高層與瑪丹娜共同決定的。其實封面照的原始圖像是黑白照片，赫伯·瑞茨為了更符合專輯標題的概念，他將照片以灰色、白色和各種藍色的陰影來建構色調，經過多重處理後才呈現現今的效果。除了專輯封面照之外，該次拍攝的照片也被選為〈爸爸別說教〉和〈忠實者〉兩首歌曲的單曲封面照，顯然華納高層和瑪丹娜很滿意這次的合作。於是瑪丹娜下一張專輯《宛如祈禱者》的封面，仍繼續由赫伯·瑞茨掌鏡。

### 專輯成績
《忠實者》在商業上獲得了全球性的成功，它於28個國家的專輯榜登頂，包括美國、英國、德國、法國、加拿大及澳洲等，其中它更在告示牌歐洲百大專輯榜（European Top 100 Albums）蟬連34週的冠軍，為該榜單停留時間最長的專輯；隨著該榜單在2010年底關閉，這紀錄已被寫進歷史。金氏世界紀錄以「前所未見」的紀錄來形容這張專輯火紅的程度。《忠實者》在美國地區銷售數字為七白金，但專輯其實在美國銷售量早已突破1,000萬張。《忠實者》以全球逾2,500萬張的銷量數字成為1986年全球銷量最高的專輯之一，亦是1980年代女歌手最暢銷專輯之一，這張專輯也在全球最暢銷專輯列表榜上留名。除了銷售數字亮眼外，專輯和單曲在排行榜上的成績也開出紅盤，在1986年8月16日《忠實者》超越《捍衛戰士》電影原聲帶，逕自登上專輯榜冠軍同時蟬連了5週，在榜內共停留了82週之久。《忠實者》在英國專輯榜亦獲得了6週冠軍，這是繼《宛如处女》之後，瑪丹娜第2張英美雙冠軍專輯。

### 單曲成績
這張專輯一共發行了5支單曲，其中抒情歌曲〈以生見證〉比專輯先推出，這支可以媲美〈為你瘋狂〉的情歌果然合歌迷的口味，1986年6月7日超越惠妮·休斯頓的〈Greatest Love of All〉登上冠軍，成為瑪丹娜第三首美國冠軍單曲。
第二支話題性歌曲〈爸爸別說教〉在8月16日奪冠2週，銷售達金唱片，成為瑪丹娜第四首美國冠軍單曲，也是她首支英美冠軍單曲。瑪丹娜也因為這首歌獲格萊美獎最佳流行女歌手的提名，雖然最終未獲獎，但在全美音樂獎拿到她生平第一座最佳女歌手獎。〈爸爸別說教〉和《忠實者》在1986年8月16日同時登上告示牌單曲和專輯榜首位置，而8月16日剛好是瑪丹娜生日。
專輯同名單曲〈忠實者〉在美國拿到3週第3名，銷售成金唱片，不過在英國則坐上榜首位置，成為瑪丹娜第三首英國冠軍單曲。大膽訴求情愛的第四首單曲〈敞開心房〉在1987年2月7日成為瑪丹娜第五首美國冠軍單曲。第五首西班牙浪漫風情的舞曲〈美麗的島嶼〉雖然僅在美國拿到三週第4名，但它成為了瑪丹娜第四首英國冠軍單曲。
《忠實者》推出的五首單曲均成為了1980年代西洋流行樂壇的經典，不過瑪丹娜並沒有因專輯的五首主打在1987年發完了而停止，緊接而來的是她的首張電影原聲帶《那女孩是誰》。

### 告示牌年終成績
由於《忠實者》和電影原聲帶《那女孩是誰》的成績斐然，瑪丹娜這個名字在1987年告示牌榜單中不曾消失過，她成為1987年告示牌年終榜的「最佳年度單曲藝人」，這是她繼1985年第二度拿下該項頭銜。《忠實者》在美國專輯榜獲得5週冠軍，是瑪丹娜在該榜第2高的成績，這張專輯也連續兩年進入告示牌年終百大專輯內，1986年為第37名，1987年為第11名。
在年終百大單曲榜方面，1986年以及1987年瑪丹娜各有3首和4首歌進榜。在1986年終百大單曲榜中，〈爸爸別說教〉第29名、〈以生見證〉第35名以及〈忠實者〉獲得第76名。在1987年的年終百大單曲榜中，〈敞開心房〉第30名、〈她是誰〉第42名、〈引發騷亂〉第46名以及〈美麗的島嶼〉獲得第58名。
在英國榜，《忠實者》空降冠軍，成為瑪丹娜第二張全英冠軍專輯，也創下首張美國專輯空降英國專輯榜冠軍紀錄，《忠實者》在該榜獲得6週冠軍，更一舉拿下「1986年全英年度專輯」桂冠。
為進一步宣傳兩張專輯，瑪丹娜於1987年開展她第二次巡迴演唱會《Who's That Girl World Tour》，場次包括北美、歐洲及亞洲。

## 樂壇影響
瑪丹娜1984年的專輯《宛如處女》已為她打響了全球的知名度，1986年的這張《忠實者》則是再一舉將她的聲勢推至最頂端。瑪丹娜在1980年代躋身流行樂壇天后之林，《忠實者》絕對功不可沒，這張關鍵性的專輯獲得了全球性的成功，除了為唱片公司賺進大把鈔票之外，更為瑪丹娜在金氏世界紀錄首次留下名字。而全球媒體在此時也開始將她和流行樂天王麥可·傑克森相提並論，這兩位巨星的輝煌成就，雙雙成為當代西洋流行樂壇的經典代表。
2016年告示牌雜誌遴選「Greatest of All Time Billboard 200 Albums」，這張專輯位居第179名。

## 曲目
| 曲序     | 曲目                            | 词曲                                | 製作人                  | 时长  |
| -------- | ------------------------------- | ----------------------------------- | ----------------------- | ----- |
| 1.       | "Papa Don't Preach"             | Brian Elliot Madonna                | Madonna Stephen Bray    | 4:29  |
| 2.       | "Open Your Heart"               | Madonna Gardner Cole Peter Rafelson | Madonna Patrick Leonard | 4:13  |
| 3.       | "White Heat"                    | Madonna Leonard                     | Madonna Leonard         | 4:40  |
| 4.       | "Live to Tell"                  | Madonna Leonard                     | Madonna Leonard         | 5:51  |
| 5.       | "Where's the Party"             | Madonna Bray Leonard                | Madonna Leonard Bray    | 4:21  |
| 6.       | "True Blue"                     | Madonna Bray                        | Madonna Bray            | 4:18  |
| 7.       | "La Isla Bonita"                | Madonna Leonard Bruce Gaitsch       | Madonna Leonard         | 4:02  |
| 8.       | "Jimmy Jimmy"                   | Madonna Bray                        | Madonna Bray            | 3:55  |
| 9.       | "Love Makes the World Go Round" | Madonna Leonard                     | Madonna Leonard         | 4:31  |
| 总时长： | 总时长：                        | 总时长：                            | 总时长：                | 40:18 |

| 2001年重新灌錄版本附加曲目 | 2001年重新灌錄版本附加曲目         | 2001年重新灌錄版本附加曲目 | 2001年重新灌錄版本附加曲目          | 2001年重新灌錄版本附加曲目 |
| 曲序                       | 曲目                               | 词曲                       | Producer(s)                         | 时长                       |
| -------------------------- | ---------------------------------- | -------------------------- | ----------------------------------- | -------------------------- |
| 10.                        | "True Blue"（The Color Mix）       | Madonna Bray               | Madonna Bray Shep Pettibone [a]     | 6:40                       |
| 11.                        | "La Isla Bonita"（Extended Remix） | Madonna Leonard Gaitsch    | Madonna Leonard Chris Lord-Alge [a] | 5:27                       |
| 总时长：                   | 总时长：                           | 总时长：                   | 总时长：                            | 52:25                      |

備註
- 混音製作人以^a 表示。

## 單曲排行成績
| 年份 | 歌曲       | 美國單曲榜 | 美國舞曲榜 | 英國單曲榜 |
| ---- | ---------- | ---------- | ---------- | ---------- |
| 1986 | 以生見證   | 1          | -          | 2          |
| -    | 爸爸別說教 | 1 (2週)    | 4          | 1 (3週)    |
| -    | 忠實者     | 3          | 6          | 1          |
| -    | 敞開心房   | 1          | 1          | 4          |
| 1987 | 美麗的島嶼 | 4          | 10         | 1 (2週)    |

## 外部連結
- Madonna.com > Discography(音樂作品) > True Blue